# Caledonia (Illinois)
Caledonia es una villa ubicada en el condado de Winnebago en el estado estadounidense de Illinois. En el Censo de 2010 tenía una población de 197 habitantes y una densidad poblacional de 152,12 personas por km².

## Geografía
Caledonia se encuentra ubicada en las coordenadas 42°22′4″N 88°53′33″O / 42.36778, -88.89250. Según la Oficina del Censo de los Estados Unidos, Caledonia tiene una superficie total de 1.29 km², de la cual 1.29 km² corresponden a tierra firme y (0%) 0 km² es agua.

## Demografía
Según el censo de 2010, había 197 personas residiendo en Caledonia. La densidad de población era de 152,12 hab./km². De los 197 habitantes, Caledonia estaba compuesto por el 94.42% blancos, el 1.02% eran afroamericanos, el 0.51% eran amerindios, el 3.05% eran asiáticos, el 0% eran isleños del Pacífico, el 0% eran de otras razas y el 1.02% pertenecían a dos o más razas. Del total de la población el 3.05% eran hispanos o latinos de cualquier raza.